# 繆美詩
繆美詩（1975年—），前香港亞洲電視新聞部粵語主播及高級記者，同時曾擔任節目主持，現於溫哥華營運 The Parenting Muse 。

## 經歷
繆美詩在香港出生及長大，中五畢業後前往加拿大留學，她在1997年畢業於加拿大多倫多懷雅遜大學新聞系，讀書期間已在新時代電視兼任記者。1995及96年暑假回港後曾於有線電視及無綫電視英文台實習，1997年加入亞視新聞擔任高級記者兼新聞主播。後來於2004年在香港中文大學工商管理碩士畢業，向亞洲電視辭職。期間她曾經與張慧慈於亞視擔任2004年雅典奧運直播節目及《時事熱點追縱》主持。
她於2004年取得中文大學工商管理碩士學位，同年離開亞洲電視，並轉投領展，先後出任企業傳訊經理及企業傳訊主管。
她於2008年4月7日起在《am730》撰寫名叫〈妙．筆可言〉的專欄(逢星期一及星期四刊登)。
她於2009年12月17日在其專欄《妙．筆可言》因「港人贏了金牌，輸了風度；創出傳奇一刻，欠缺體育精神」而引起爭議。
她於2010年結婚並自立門戶，創立銘善顧問有限公司（Muse Consultancy Limited），同時出任總監一職。
她於2012年接受亞視百人訪問，透露自己有一位半歲的女兒。同年6月25日重返亞視與周融主持亞視新聞評論節目《周融．繆美詩 新聞．個人Show》。
她於2014年開始，於《信報財經新聞》撰寫〈女播天下〉專欄，逢星期四刊登；同時於多個網站發表以親子關係為主題的文章，分享育兒理念。
2022年她偕家人回流加拿大溫哥華，並從美國取得認可家長教練資格，創立 The Parenting Muse教授家長技巧。

## 纏擾事件
繆美詩曾經被一名46歲痴心男子馬健亮纏擾，除了不停送花，更日以繼夜「跟出跟入」，甚至在繆美詩寓所樓下高呼她名字，令她飽受滋擾，曾經10次報警，仍無法擺脫苦纏，至2010年情癡再向她發出多達655則示愛短訊，警方終採取行動拘控情癡，最後在2010年12月24日，法庭判該男子2,000元簽守行為一年。但繆表示，他仍然繼續在她面前出沒，如2011年7月在會展舉行簽名會時他又出現。

## 工作年表
| 1994－1997   | 加拿大 Ryerson Polytechnic University 新聞系畢業 |
| 1995－1997   | 有線電視英文台主播及記者                         |
| 1997－2004   | 亞洲電視新聞部工作                               |
| 2002－2004   | 香港中文大學工商管理碩士畢業                     |
| 2005－2006中 | 領匯企業傳訊經理                                 |
| 2006－2009   | 領匯企業傳訊主管                                 |
| 2010－2022   | 銘善顧問有限公司總監                             |
| 2023-目前    | The Parenting Muse 總監                          |

## 外部連結
- 港人贏了金牌，輸了風度；創出傳奇一刻，欠缺體育精神[]
- 繆美詩 Blog （页面存档备份，存于）
- 蘋果日報 - 20101008 - 中環在線：繆美詩做完新娘做老闆
- aTV《亞視百人》第六十二集~繆美詩~  （页面存档备份，存于）
- 繆美詩Facebook網頁
- The Parenting Muse網頁 （页面存档备份，存于）